# La Garza, Puebla
La Garza är en ort i Mexiko.   Den ligger i kommunen Jalpan och delstaten Puebla, i den sydöstra delen av landet, 170 km nordost om huvudstaden Mexico City. La Garza ligger 565 meter över havet och antalet invånare är 351.
Terrängen runt La Garza är lite kuperad. Runt La Garza är det tätbefolkat, med 297 invånare per kvadratkilometer. Närmaste större samhälle är Xicotepec de Juárez, 17,7 km sydväst om La Garza. I omgivningarna runt La Garza växer huvudsakligen savannskog.